# Las Mojarras (Córdoba)
Las Mojarras es una localidad argentina ubicada en el Departamento General San Martín de la provincia de Córdoba. 
Se encuentra sobre la Ruta Nacional 158, 12 km al norte de Villa María. Se desarrolló sobre una estación de ferrocarril del Ramal F3 del Ferrocarril General Belgrano, levantado en 1977. Su población rural está repartida entre las comunas de Arroyo Algodón, Villa María y Tío Pujio; la única autoridad local es el juez de paz.
El sitio fue en primar instancia un desvío, luego apeadero y embarcadero. En 1934 contaba con un galpón para cereales, una rampa y 500 metros de vía secundaria.

## Población
Cuenta con 60 habitantes (Indec, 2010), lo que representa un incremento del 11% frente a los 54 habitantes (Indec, 2001) del censo anterior.
| Gráfica de evolución demográfica de Las Mojarras entre 1991 y 2010 |
|                                                                    |
| Fuente: Censos nacionales del INDEC                                |